# Acalolepta fergussoni
Acalolepta fergussoni là một loài bọ cánh cứng trong họ Cerambycidae.